# 马克·伯恩斯
马克·伯恩斯（英語：Marc Burns，1983年1月7日—），特立尼达和多巴哥男子田径运动员。他曾代表特立尼达和多巴哥参加2000年、2004年、2008年和2012年夏季奥林匹克运动会田径比赛，获得一枚金牌和一枚银牌。